# Спиваков, Андрей Сергеевич
Андре́й Серге́евич Спивако́в (укр. Андрій Сергійович Співаков; 15 мая 1995, Киев) — украинский футболист, полузащитник клуба ЮКСА.

## Биография
Родился в Киеве. На детско-юношеском уровне выступал за «Победитель» (Киев), «Гарт-Рось» (Ирпень), «Смену-Оболонь» и «Звезду» (Киев). Взрослую футбольную карьеру начал в 2010 году, сыграл 2 матча в высшей лиге первенства Киева по футболу. После этого была пауза в карьере. С 2017 по 2021 год выступал в любительских турнирах за «Звезду-Мироновщину», «Легион-Бровары» и «Лева Яшина». В 2018 году также выступал за футбольную команду Киевского университета имени Бориса Гринченко в IV Европейских университетских играх в Португалии.
Дебютировал на профессиональном уровне за «Левый берег» 25 июля 2021 года в победном (2:1) домашнем матче группы А Второй лиги Украины против ЛНЗ. Андрей вышел на поле на 82-й минуте вместо Олега Карамушки, а на 86-й минуте реализовал пенальти и отличился своим первым голом на профессиональном уровне. В сезоне 2021/22 годов сыграл 18 матчей (6 голов) за «Левый берег» во Второй лиге и 1 поединок в кубке Украины, но чемпионат прервали из-за полномасштабного вторжения России в Украину.
С лета 2022 года представлял клуб «Ионаву». 16 августа 2022 года сыграл в матче кубка Литвы против «Хегельманна». Дебютировал в А-лиге 21 августа 2022 года в матче против «Судувы». Также выступал во Второй лиге за «Ионаву Б». 12 сентября 2022 года отличился голом в матче Второй лиги против «Хегельманна Б».
В середине июля 2023 года вернулся в «Левый берег». Дебютировал за столичную команду после своего возвращения 28 июля 2023 года в победном (5:0) домашнем поединке 1-го тура группы Б Первой лиги Украины против клуба «Горняк-Спорт». Спиваков вышел на поле в стартовом составе и отыграл весь матч. Первым голом за «Левый берег» по возвращении отличился 1 сентября 2023 года на 28-й минуте (реализовал пенальти) ничейного (1:1) домашнего поединка 6-го тура Первой лиги против «Мариуполя». Андрей вышел на поле в стартовом составе и отыграл весь матч, а на 59-й минуте получил жёлтую карточку.